# سنیگا
سنیگا (به ایتالیایی: Seniga) یک کومونه در ایتالیا است که در استان برشا واقع شده‌است. سنیگا ۱۳ کیلومتر مربع مساحت و ۱٬۶۲۴ نفر جمعیت دارد.